# Antonio Gonzaga

Stemma dei Gonzaga, 1433

Antonio Gonzaga (... – 6 gennaio 1496) è stato un condottiero italiano.

## Biografia
Era figlio di Luigi Gonzaga, della linea cadetta dei Nobili Gonzaga e di Luigia Gonzaga dei Gonzaga di Novellara.
Venne creato cavaliere a Ferrara da Federico III nel 1452, diretto a Roma per essere incoronato imperatore da papa Niccolò V.

## Discendenza
Sposò in prime nozze Francesca Uberti e in seconde nozze Orsina Cavriani.
Ebbe cinque figli:
- Ludovico (?-1503), monaco
- Agostina, monaca
- Giampietro (?-1511), condottiero, sposò in prime nozze Costanza Stanga di Cremona e in seconde nozze Agostina Martinengo.
- Cesare
- Luigia (1458-1542), sposò Cristoforo Castiglione e fu la madre del famoso umanista Baldassarre Castiglione

## Ascendenza
|                                                   |                                                  |                                                  | Genitori                                            |  |  | Nonni |  |  | Bisnonni        |  |  | Trisnonni                           |  |
|                                                   |                                                  |                                                  |                                                     |  |  |       |  |  | Corrado Gonzaga |  |  | Luigi I Gonzaga, signore di Mantova |  |
|                                                   |                                                  |                                                  |                                                     |  |  |       |  |  | Corrado Gonzaga |  |  | Luigi I Gonzaga, signore di Mantova |  |
|                                                   |                                                  | Caterina Malatesta                               |                                                     |  |  |       |  |  | Corrado Gonzaga |  |  |                                     |  |
| Filippino Gonzaga                                 |                                                  |                                                  |                                                     |  |  |       |  |  | Corrado Gonzaga |  |  |                                     |  |
|                                                   |                                                  | Verde Beccaria                                   | Lodrisio Beccaria, nobile di Pavia                  |  |  |       |  |  |                 |  |  |                                     |  |
|                                                   |                                                  | Verde Beccaria                                   | Lodrisio Beccaria, nobile di Pavia                  |  |  |       |  |  |                 |  |  |                                     |  |
|                                                   |                                                  | Verde Beccaria                                   | …                                                   |  |  |       |  |  |                 |  |  |                                     |  |
| Luigi Gonzaga                                     |                                                  | Verde Beccaria                                   |                                                     |  |  |       |  |  |                 |  |  |                                     |  |
|                                                   |                                                  | Corradino Cavriani, signore della Sacchetta      | Pietro Cavriani                                     |  |  |       |  |  |                 |  |  |                                     |  |
|                                                   |                                                  | Corradino Cavriani, signore della Sacchetta      | Pietro Cavriani                                     |  |  |       |  |  |                 |  |  |                                     |  |
|                                                   |                                                  | Corradino Cavriani, signore della Sacchetta      | …                                                   |  |  |       |  |  |                 |  |  |                                     |  |
| Orsola Cavriani                                   |                                                  | Corradino Cavriani, signore della Sacchetta      |                                                     |  |  |       |  |  |                 |  |  |                                     |  |
|                                                   |                                                  | …                                                | …                                                   |  |  |       |  |  |                 |  |  |                                     |  |
|                                                   |                                                  | …                                                | …                                                   |  |  |       |  |  |                 |  |  |                                     |  |
|                                                   |                                                  | …                                                | …                                                   |  |  |       |  |  |                 |  |  |                                     |  |
| Antonio Gonzaga                                   |                                                  | …                                                |                                                     |  |  |       |  |  |                 |  |  |                                     |  |
|                                                   | Guido II Gonzaga, signore di Novellara e Bagnolo | Feltrino Gonzaga, signore di Novellara e Bagnolo |                                                     |  |  |       |  |  |                 |  |  |                                     |  |
|                                                   | Guido II Gonzaga, signore di Novellara e Bagnolo | Feltrino Gonzaga, signore di Novellara e Bagnolo |                                                     |  |  |       |  |  |                 |  |  |                                     |  |
|                                                   | Guido II Gonzaga, signore di Novellara e Bagnolo | Antonia da Correggio                             |                                                     |  |  |       |  |  |                 |  |  |                                     |  |
| Giacomo Gonzaga, signore di Novellara e Vescovato | Guido II Gonzaga, signore di Novellara e Bagnolo |                                                  |                                                     |  |  |       |  |  |                 |  |  |                                     |  |
|                                                   |                                                  | Ginevra Malatesta                                | Malatesta III Malatesta, signore di Pesaro e Rimini |  |  |       |  |  |                 |  |  |                                     |  |
|                                                   |                                                  | Ginevra Malatesta                                | Malatesta III Malatesta, signore di Pesaro e Rimini |  |  |       |  |  |                 |  |  |                                     |  |
|                                                   |                                                  | Ginevra Malatesta                                | Costanza Ondedei                                    |  |  |       |  |  |                 |  |  |                                     |  |
| Luigia Gonzaga                                    |                                                  | Ginevra Malatesta                                |                                                     |  |  |       |  |  |                 |  |  |                                     |  |
|                                                   |                                                  | Marco I Pio, signore di Carpi                    | Giberto I Pio, signore di Carpi                     |  |  |       |  |  |                 |  |  |                                     |  |
|                                                   |                                                  | Marco I Pio, signore di Carpi                    | Giberto I Pio, signore di Carpi                     |  |  |       |  |  |                 |  |  |                                     |  |
|                                                   |                                                  | Marco I Pio, signore di Carpi                    | Bianca Casati                                       |  |  |       |  |  |                 |  |  |                                     |  |
| Ippolita Pio                                      |                                                  | Marco I Pio, signore di Carpi                    |                                                     |  |  |       |  |  |                 |  |  |                                     |  |
|                                                   |                                                  | Taddea de' Roberti                               | Cabrino de' Roberti, patrizio di Reggio Emilia      |  |  |       |  |  |                 |  |  |                                     |  |
|                                                   |                                                  | Taddea de' Roberti                               | Cabrino de' Roberti, patrizio di Reggio Emilia      |  |  |       |  |  |                 |  |  |                                     |  |
|                                                   |                                                  | Taddea de' Roberti                               | Margherita del Sale                                 |  |  |       |  |  |                 |  |  |                                     |  |
|                                                   |                                                  | Taddea de' Roberti                               |                                                     |  |  |       |  |  |                 |  |  |                                     |  |